# Rot-Weiss Essen 1980-1981
Questa voce raccoglie le informazioni riguardanti il Rot-Weiss Essen nelle competizioni ufficiali della stagione 1980-1981.

## Stagione
Nella stagione 1980-1981 il Rot Weiss Essen, allenato da Rolf Schafstall, concluse il campionato di 2. Bundesliga al 8º posto. In Coppa di Germania il Rot Weiss Essen fu eliminato al secondo turno dal Bochum.

## Rosa
| N. |                     | Ruolo | Calciatore              |
| -- | ------------------- | ----- | ----------------------- |
|    | Germania (bandiera) | P     | Carsten Hallmann        |
|    | Germania (bandiera) | P     | Slavko Petrović         |
|    | Germania (bandiera) | P     | Detlef Schneider        |
|    | Germania (bandiera) | D     | Karl-Heinz Gundersdorff |
|    | Germania (bandiera) | D     | Matthias Herget         |
|    | Germania (bandiera) | D     | Dietmar Klinger         |
|    | Germania (bandiera) | D     | Helmut Kremers          |
|    | Germania (bandiera) | D     | Dieter Peitsch          |
|    | Germania (bandiera) | D     | Ingo Pickenäcker        |
|    | Germania (bandiera) | D     | Karl Richter            |
|    | Germania (bandiera) | C     | Detlef Drescher         |
|    | Germania (bandiera) | C     | Jürgen Kaminsky         |

| N. |                        | Ruolo | Calciatore          |
| -- | ---------------------- | ----- | ------------------- |
|    | Germania (bandiera)    | C     | Andreas Keina       |
|    | Germania (bandiera)    | C     | Ulrich Kempen       |
|    | Germania (bandiera)    | C     | Heinz-Hermann Ufer  |
|    | Germania (bandiera)    | A     | Ralf Bugla          |
|    | Germania (bandiera)    | A     | Karl-Heinz Diemand  |
|    | Germania (bandiera)    | A     | Urban Klausmann     |
|    | Paesi Bassi (bandiera) | A     | Willi Lippens       |
|    | Germania (bandiera)    | A     | Karlheinz Meininger |
|    | Germania (bandiera)    | A     | Frank Mill          |
|    | Germania (bandiera)    | A     | Dieter Schostock    |
|    | Germania (bandiera)    | A     | Jürgen Sekula       |
|    | Germania (bandiera)    | A     | Karl-Heinz Timmler  |

## Organigramma societario
Area tecnica
- Allenatore: Rolf Schafstall
- Allenatore in seconda:
- Preparatore dei portieri:
- Preparatori atletici:

## Calciomercato

### Sessione estiva
| Acquisti | Acquisti           | Acquisti                   | Acquisti |
| R.       | Nome               | da                         | Modalità |
| -------- | ------------------ | -------------------------- | -------- |
| A        | Ralf Bugla         | Rot-Weiss Essen (juniores) |          |
| D        | Helmut Kremers     | Schalke 04                 |          |
| P        | Slavko Petrović    | Fortuna Düsseldorf         |          |
| D        | Karl Richter       | Villingen                  |          |
| A        | Karl-Heinz Timmler | DSC Wanne-Eickel           |          |

| Cessioni | Cessioni              | Cessioni           | Cessioni |
| R.       | Nome                  | a                  | Modalità |
| -------- | --------------------- | ------------------ | -------- |
| C        | Dieter Bartel         | RW Oberhausen      |          |
| C        | Siegfried Bönighausen | Borussia Dortmund  |          |
| P        | Fritz Herrndorf       | RW Oberhausen      |          |
| C        | Manfred Mannebach     | RW Oberhausen      |          |
| D        | Detlef Wiemers        | Schwarz-Weiß Essen |          |

### Sessione invernale
| Acquisti | Acquisti | Acquisti | Acquisti |
| R.       | Nome     | da       | Modalità |
| -------- | -------- | -------- | -------- |

| Cessioni | Cessioni | Cessioni | Cessioni |
| R.       | Nome     | a        | Modalità |
| -------- | -------- | -------- | -------- |

## Risultati

### 2. Bundesliga

#### Girone di andata
| Arbitro: | Malbranc |

|                |           |  |
| Grunenberg 70’ | Marcatori |  |

| Arbitro: | Reichmann |

|                                            |           |            |
| Mill 13’ (rig.), 40’ Bugla 38’ Lippens 61’ | Marcatori | 48’ Specht |

| Arbitro: | Gabor |

|             |           |          |
| Brücken 13’ | Marcatori | 28’ Mill |

| Arbitro: | Milkert |

|                                 |           |                                  |
| Herget 43’ Mill 68’ (rig.), 88’ | Marcatori | 44’ (rig.) Schuster 83’ Hoffmann |

| Arbitro: | Teichert |

|                                           |           |                                 |
| Clute-Simon 7’, 61’ Runge 52’, 77’ (rig.) | Marcatori | 76’ Mill 80’ Herget 87’ Lippens |

| Arbitro: | Waltert |

|                             |           |                                                                        |
| Meininger 24’ Klausmann 70’ | Marcatori | 17’, 19’ Worm 57’ Merkhoffer 59’ Tripbacher 60’ Bruns 89’ (rig.) Grobe |

| Arbitro: | Welling |

|                            |           |                                                                         |
| Brüggmann 34’ Krumbein 82’ | Marcatori | 8’ Lippens 30’ Kaminsky 51’ Drescher 55’ Meininger 80’ (rig.), 89’ Mill |

| Arbitro: | Möller |

|                                                             |           |  |
| Mill 9’, 25’, 30’ Herget 57’ (rig.), 65’ (rig.), 85’ (rig.) | Marcatori |  |

| Arbitro: | Gabriel |

|  |           |                     |
|  | Marcatori | 4’ Mill 84’ Lippens |

| Arbitro: | Assenmacher |

|                        |           |  |
| Mill 38’ Meininger 46’ | Marcatori |  |

| Arbitro: | Heitmann |

|                        |           |  |
| Gorka 77’ Füllborn 84’ | Marcatori |  |

| Arbitro: | Eschweiler |

|  |           |                                                  |
|  | Marcatori | 8’ Ehrmantraut 54’ Killmaier 84’ Remark 87’ Mohr |

| Arbitro: | Gabor |

|                                       |           |            |
| Mill 22’ (rig.), 54’, 64’ Lippens 74’ | Marcatori | 39’ Fesser |

| Arbitro: | Horstmann |

|             |           |                                   |
| Pallaks 25’ | Marcatori | 22’ (rig.), 24’ Mill 49’ Kaminsky |

| Arbitro: | Roth |

|             |           |  |
| Klinger 74’ | Marcatori |  |

| Arbitro: | Kohnen |

|                          |           |                    |
| Lopatenko 40’ Helmes 79’ | Marcatori | 43’ (rig.) Kremers |

| Arbitro: | Horeis |

|            |           |           |
| Herget 13’ | Marcatori | 3’ Mrosko |

| Arbitro: | Kautschor |

|                        |           |                       |
| Kunkel 11’ Reiners 20’ | Marcatori | 33’ Mill 70’ Kaminsky |

| Arbitro: | Fiene |

|                         |           |                    |
| Kaminsky 4’ Diemand 68’ | Marcatori | 89’ (rig.) Feilzer |

| Arbitro: | Glasneck |

|           |           |             |
| Allig 54’ | Marcatori | 19’ Kremers |

| Arbitro: | Prinz |

|                                                  |           |                                     |
| Mill 6’, 24’ (rig.), 44’ (rig.), 63’, 75’ (rig.) | Marcatori | 26’ Montelett 29’ Müller 53’ Keuken |

#### Girone di ritorno
| Arbitro: | Stark |

|              |           |  |
| Mill 6’, 13’ | Marcatori |  |

| Arbitro: | Diekert |

|                                             |           |                        |
| Poesger 62’ (rig.) Osterkamp 66’ Ohling 79’ | Marcatori | 50’ Timmler 70’ Herget |

| Arbitro: | Meijerink |

|                                            |           |  |
| Mill 6’, 41’ (rig.) Kaminsky 22’ Bugla 83’ | Marcatori |  |

| Arbitro: | Redelfs |

|                                                  |           |                    |
| Herget 22’ Richter 24’ Lippens 55’ Mill 74’, 82’ | Marcatori | 43’ Keese 65’ Wolf |

| Arbitro: | Horstmann |

|            |           |             |
| Müller 43’ | Marcatori | 33’ Richter |

| Arbitro: | Schütte |

|                                   |           |  |
| Rolff 23’ Guðlaugsson 44’ Fos 55’ | Marcatori |  |

| Arbitro: | Wahmann |

|                                                                              |           |  |
| Kaminsky 22’ (rig.), 63’ Lippens 26’ Klinger 29’ Mill 49’ (rig.) Kremers 86’ | Marcatori |  |

| Arbitro: | Glasneck |

|                    |           |          |
| Kremers 34’ (aut.) | Marcatori | 24’ Mill |

| Arbitro: | Mölm |

|                          |           |  |
| Klinger 48’ Drescher 55’ | Marcatori |  |

| Arbitro: | Gabor |

|                            |           |                              |
| Lenz 24’ Krumbein 38’, 78’ | Marcatori | 36’ (rig.) Kremers 85’ Bugla |

| Arbitro: | Nolte |

|                                                 |           |  |
| Meininger 14’, 31’ Lippens 62’ Timmler 64’, 65’ | Marcatori |  |

| Arbitro: | Zittrich |

|                               |           |                        |
| Killmaier 2’, 11’ Okudera 86’ | Marcatori | 50’ Sekula 82’ Klinger |

| Arbitro: | Welling |

|                                                         |           |                          |
| Dickkopf 16’ Drescher 23’ (aut.) Snater 80’ Kellner 88’ | Marcatori | 61’ Kaminsky 69’ Klinger |

| Arbitro: | Gabriel |

|                                                  |           |                      |
| Herget 11’, 85’ (rig.) Bugla 28’ Mill 45’ (rig.) | Marcatori | 52’ Bittorf 90’ Pohl |

| Arbitro: | Horstmann |

|              |           |  |
| Kostedde 61’ | Marcatori |  |

| Arbitro: | Eschenbach |

|                                                                   |           |                                |
| Lippens 7’ Mill 11’, 59’ (rig.) Gundersdorff 53’ Wrede 57’ (aut.) | Marcatori | 17’, 29’ Busch 64’, 71’ Helmes |

| Arbitro: | Kasperowski |

|                                       |           |              |
| Gorski 25’ Mrosko 63’ Hayduk 80’, 89’ | Marcatori | 85’ Kaminsky |

| Arbitro: | Wippker |

|                            |           |                      |
| Herget 37’ Mill 48’ (rig.) | Marcatori | 2’ Kunkel 52’ Patzke |

| Arbitro: | Holzweißig |

|                                        |           |  |
| Feilzer 49’, 60’ Fagot 64’ Lehmann 80’ | Marcatori |  |

| Arbitro: | Milkert |

|                                |           |  |
| Mill 14’, 43’, 54’, 59’ (rig.) | Marcatori |  |

| Arbitro: | Barnick |

|                          |           |  |
| Tripbacher 36’ Keute 85’ | Marcatori |  |

### Coppa di Germania
| Arbitro: | Kautschor |

|                                                                      |           |                 |
| Meininger 5’, 60’ Kaminsky 32’, 34’ Bugla 68’ Richter 72’ Sekula 78’ | Marcatori | 28’, 80’ Criens |

| Arbitro: | Stäglich |

|                                                    |           |          |
| Oswald 46’ Pinkall 53’ Abel 55’ Woelk 74’ Bast 80’ | Marcatori | 67’ Mill |

## Statistiche

### Statistiche di squadra
| Competizione      | Punti | In casa | In casa | In casa | In casa | In casa | In casa | In trasferta | In trasferta | In trasferta | In trasferta | In trasferta | In trasferta | Totale | Totale | Totale | Totale | Totale | Totale | DR  |
| Competizione      | Punti | G       | V       | N       | P       | Gf      | Gs      | G            | V            | N            | P            | Gf           | Gs           | G      | V      | N      | P      | Gf     | Gs     | DR  |
| ----------------- | ----- | ------- | ------- | ------- | ------- | ------- | ------- | ------------ | ------------ | ------------ | ------------ | ------------ | ------------ | ------ | ------ | ------ | ------ | ------ | ------ | --- |
| 2. Bundesliga     | 47    | 21      | 17      | 2       | 2       | 69      | 29      | 21           | 3            | 5            | 13           | 30           | 45           | 42     | 20     | 7      | 15     | 99     | 74     | +25 |
| Coppa di Germania | -     | 1       | 1       | 0       | 0       | 7       | 2       | 1            | 0            | 0            | 1            | 1            | 5            | 2      | 1      | 0      | 1      | 8      | 7      | +1  |
| Totale            | 47    | 22      | 18      | 2       | 2       | 76      | 31      | 22           | 3            | 5            | 14           | 31           | 50           | 44     | 21     | 7      | 16     | 107    | 81     | +26 |

### Andamento in campionato
| Giornata  | 1  | 2 | 3 | 4 | 5 | 6  | 7  | 8 | 9 | 10 | 11 | 12 | 13 | 14 | 15 | 16 | 17 | 18 | 19 | 20 | 21 | 22 | 23 | 24 | 25 | 26 | 27 | 28 | 29 | 30 | 31 | 32 | 33 | 34 | 35 | 36 | 37 | 38 | 39 | 40 | 41 | 42 |
| --------- | -- | - | - | - | - | -- | -- | - | - | -- | -- | -- | -- | -- | -- | -- | -- | -- | -- | -- | -- | -- | -- | -- | -- | -- | -- | -- | -- | -- | -- | -- | -- | -- | -- | -- | -- | -- | -- | -- | -- | -- |
| Luogo     | T  | C | T | C | T | C  | T  | C | T | C  | T  | C  | C  | T  | C  | T  | C  | T  | C  | T  | C  | C  | T  | C  | C  | T  | T  | C  | T  | C  | T  | C  | T  | T  | C  | T  | C  | T  | C  | T  | C  | T  |
| Risultato | P  | V | N | V | P | P  | V  | V | V | V  | P  | P  | V  | V  | V  | P  | N  | N  | V  | N  | V  | V  | P  | V  | V  | N  | P  | V  | N  | V  | P  | V  | P  | P  | V  | P  | V  | P  | N  | P  | V  | P  |
| Posizione | 17 | 6 | 8 | 7 | 8 | 16 | 11 | 8 | 6 | 5  | 8  | 9  | 8  | 6  | 6  | 6  | 6  | 7  | 6  | 6  | 6  | 6  | 6  | 6  | 6  | 5  | 7  | 7  | 6  | 6  | 6  | 6  | 7  | 7  | 7  | 7  | 7  | 7  | 8  | 8  | 8  | 8  |

Legenda:

Luogo: C = Casa; T = Trasferta. Risultato: V = Vittoria; N = Pareggio; P = Sconfitta.

### Statistiche dei giocatori
| Giocatore       | 2. Bundesliga | 2. Bundesliga | 2. Bundesliga | 2. Bundesliga | Coppa di Germania | Coppa di Germania | Coppa di Germania | Coppa di Germania | Totale   | Totale | Totale      | Totale     |
| Giocatore       | Presenze      | Reti          | Ammonizioni   | Espulsioni    | Presenze          | Reti              | Ammonizioni       | Espulsioni        | Presenze | Reti   | Ammonizioni | Espulsioni |
| --------------- | ------------- | ------------- | ------------- | ------------- | ----------------- | ----------------- | ----------------- | ----------------- | -------- | ------ | ----------- | ---------- |
| R. Bugla        | 37            | 4             | 1             | 0             | 2                 | 1                 | 0                 | 0                 | 39       | 5      | 1           | 0          |
| K. Diemand      | 13            | 1             | 0             | 0             | 1                 | 0                 | 0                 | 0                 | 14       | 1      | 0           | 0          |
| D. Drescher     | 34            | 2             | 6             | 0             | 0                 | 0                 | 0                 | 0                 | 34       | 2      | 6           | 0          |
| K. Gundersdorff | 36            | 1             | 2             | 0             | 2                 | 0                 | 0                 | 0                 | 38       | 1      | 2           | 0          |
| C. Hallmann     | 13            | 0             | 0             | 0             | 1                 | 0                 | 0                 | 0                 | 14       | 0      | 0           | 0          |
| M. Herget       | 37            | 11            | 3             | 0             | 2                 | 0                 | 0                 | 0                 | 39       | 11     | 3           | 0          |
| J. Kaminsky     | 38            | 9             | 6             | 0             | 2                 | 2                 | 0                 | 0                 | 40       | 11     | 6           | 0          |
| A. Keina        | 5             | 0             | 2             | 0             | 0                 | 0                 | 0                 | 0                 | 5        | 0      | 2           | 0          |
| U. Kempen       | 5             | 0             | 0             | 0             | 0                 | 0                 | 0                 | 0                 | 5        | 0      | 0           | 0          |
| U. Klausmann    | 41            | 1             | 7             | 0             | 2                 | 0                 | 0                 | 0                 | 43       | 1      | 7           | 0          |
| D. Klinger      | 41            | 5             | 4             | 0             | 1                 | 0                 | 0                 | 0                 | 42       | 5      | 4           | 0          |
| H. Kremers      | 18            | 4             | 1             | 0             | 0                 | 0                 | 0                 | 0                 | 18       | 4      | 1           | 0          |
| W. Lippens      | 38            | 9             | 6             | 0             | 1                 | 0                 | 0                 | 0                 | 39       | 9      | 6           | 0          |
| K. Meininger    | 22            | 5             | 1             | 0             | 2                 | 2                 | 0                 | 0                 | 24       | 7      | 1           | 0          |
| F. Mill         | 38            | 40            | 3             | 2             | 2                 | 1                 | 0                 | 0                 | 40       | 41     | 3           | 2          |
| D. Peitsch      | 1             | 0             | 0             | 0             | 0                 | 0                 | 0                 | 0                 | 1        | 0      | 0           | 0          |
| S. Petrović     | 0             | 0             | 0             | 0             | 0                 | 0                 | 0                 | 0                 | 0        | 0      | 0           | 0          |
| I. Pickenäcker  | 22            | 0             | 0             | 0             | 2                 | 0                 | 0                 | 0                 | 24       | 0      | 0           | 0          |
| K. Richter      | 31            | 2             | 2             | 0             | 2                 | 1                 | 0                 | 0                 | 33       | 3      | 2           | 0          |
| D. Schneider    | 31            | 0             | 0             | 0             | 1                 | 0                 | 0                 | 0                 | 32       | 0      | 0           | 0          |
| D. Schostock    | 3             | 0             | 0             | 0             | 0                 | 0                 | 0                 | 0                 | 3        | 0      | 0           | 0          |
| J. Sekula       | 17            | 1             | 0             | 0             | 2                 | 1                 | 0                 | 0                 | 19       | 2      | 0           | 0          |
| K. Timmler      | 11            | 3             | 1             | 0             | 1                 | 0                 | 0                 | 0                 | 12       | 3      | 1           | 0          |
| H. Ufer         | 1             | 0             | 0             | 0             | 0                 | 0                 | 0                 | 0                 | 1        | 0      | 0           | 0          |